# Портрет императора Рудольфа II в образе Вертумна
«Портрет императора Рудольфа II в образе Вертумна» (итал. L'imperatore Rodolfo II in veste di Vertumno) — картина итальянского художника-маньериста Джузеппе Арчимбольдо, написанная около 1590 года.
В 1562 году Арчимбольдо был приглашён ко двору императора Священной Римской империи Максимилиана II в Вену, а далее служил его преемнику Рудольфу II в Праге. Прослужив при дворе Габсбургов около 25 лет, в 1587 году художник вышел в отставку и вернулся в Милан, однако продолжал создавать произведения в избранном им стиле, которые отсылал в Прагу. За «Портрет Рудольфа II в образе Вертумна» художник был пожалован почётным титулом пфальцграфа.
Этот портрет изображает императора в образе бога времён года и земных плодов Вертумна, который был известен в древней Италии. Вертумн был богом превращений, природного изобилия. В древности он изображался преимущественно в виде садовника с садовым ножом и плодами. На этой картине портрет императора сложен из самых разных фруктов и овощей, которые олицетворяют растительность и дары природы всех четырёх времён года. Друг художника, поэт и историк Грегорио Команини так описывал эту картину: «Глаза на лице его — это звёзды Олимпа, его грудь — воздух, его живот — земля, его ноги — бездны. Одежда его — плоды и трава…».
В настоящее время эта картина выставлена в замке Скуклостер в Стокгольме.